# Zaedyus pichiy
Pichi
Genre
Espèce
Statut de conservation UICN

 NT  : Quasi menacé
Le Pichi (Zaedyus pichiy), ou Tatou velu de Patagonie, est une petite espèce de tatou dont l'aire de répartition, en Patagonie, est la plus méridionale au monde. Il a été décrit par Anselme Gaëtan Desmarest en 1804. C'est la seule espèce vivante du genre Zaedyus, et le seul tatou à hiberner.

## Description

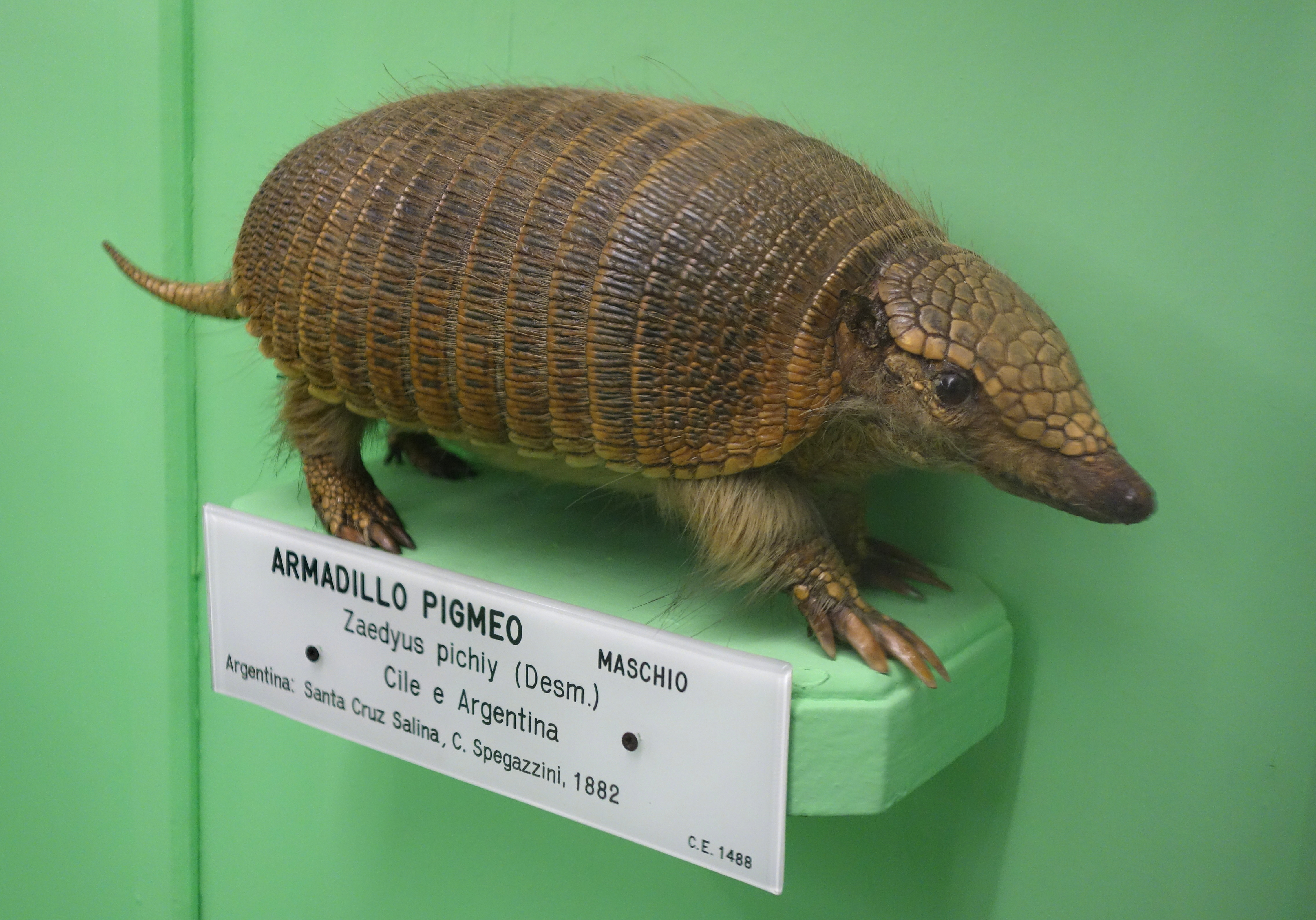
Tatou velu de Patagonie.

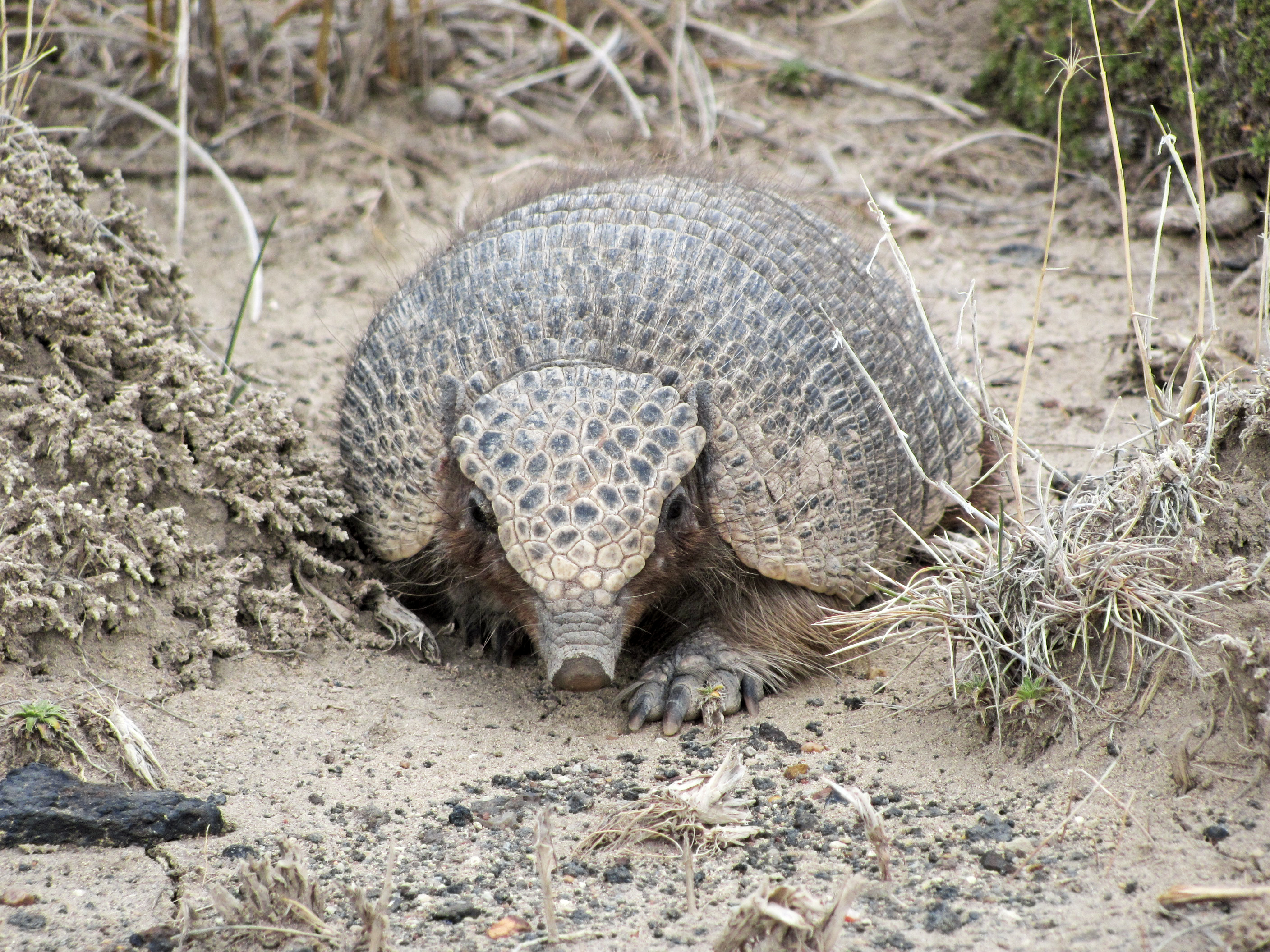
Pichi dans une lagune de Las Coloradas (Chubut) en Argentine.

Ce petit tatou n'excède pas 40 cm de long. Son corps mesure approximativement 27 cm, auxquels s'ajoutent environ 11 cm de queue. Le poids de l'adulte varie de 700 à 1 500 g. Le mâle peut être légèrement plus grand que la femelle.
Comme chez les autres espèces de tatou, le dos, les flancs, la tête et la queue du Pichi sont recouverts de plaques osseuses d'ostéoderme liées par de la peau flexible, lui permettant de se mouvoir aisément. Les bandes flexibles qui joignent les plaques rectangulaires de son dos sont au nombre de 6 à 8, une bande supplémentaire lui couvrant la nuque. La couleur de sa carapace, généralement marron foncé, peut varier du jaune clair au presque noir. Quelques poils sombres, longs et fins, émergent de petits orifices situés près du bord postérieur de certaines des plaques, tandis que des poils clairs, plus épais et plus longs en hiver, couvrent sa face ventrale (ces poils sont à l'origine de son nom vernaculaire de tatou velu, qu'il partage avec d'autres espèces). Il possède également de grosses griffes à chaque patte. Ses oreilles sont courtes, ses yeux foncés et relativement petits.
La mâchoire supérieure du Pichi présente 8 dents de chaque côté, pour 9 sur la mâchoire inférieure. L'absence de dent sur le prémaxillaire supérieur est l'une des caractéristiques qui le distinguent d'espèces proches, comme le Tatou à six bandes. La femelle possède deux glandes mammaires, situées dans la région thoracique. Comme de nombreux tatous, elle n'a pas de véritable vagin mais un simple sinus urogénital, d'environ 18 mm de long. Chez le mâle, la taille du pénis atteint une proportion peu ordinaire pour un mammifère, de l'ordre de 60 % de celle du corps.

## Répartition

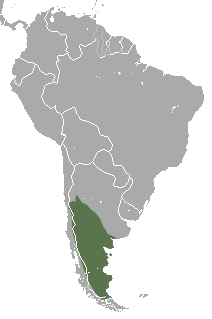
Répartition de l'espèce en Amérique du Sud.

On le trouve dans les steppes et déserts de Patagonie. Ce tatou n'est présent qu'au Chili et en Argentine.